# Eybouleuf
Eybouleuf is een gemeente in het Franse departement Haute-Vienne (regio Nouvelle-Aquitaine) en telt 321 inwoners (2004). De plaats maakt deel uit van het arrondissement Limoges.

## Geografie
De oppervlakte van Eybouleuf bedraagt 10,7 km², de bevolkingsdichtheid is 30,0 inwoners per km².
De onderstaande kaart toont de ligging van Eybouleuf met de belangrijkste infrastructuur en aangrenzende gemeenten.

## Demografie
Onderstaande figuur toont het verloop van het inwonertal (bron: INSEE-tellingen).